# Auguste Dumont de Chassart
Auguste François Marie Louis Dumont de Chassart (Sart-Dames-Avelines, 3 oktober 1859 - Villers-la-Ville, 26 augustus 1921) was een Belgisch senator.

## Biografie

### Familie
Auguste Dumont de Chassart was een telg uit de familie Dumont de Chassart. Hij was een zoon van Louis Dumont (1835-1899), burgemeester van Sart-Dames-Avelines, en Laure Duvieusart (1837-1914). Hij was een broer van Guillaume Dumont de Chassart, industrieel en burgemeester van Sart-Dames-Avelines, en een neef van Edmond Dumont, bisschop van Doornik, en Eugène Dumont, burgemeester van Marbais, volksvertegenwoordiger en senator.
Hij trouwde in 1884 in Brussel met Alice Glibert (1864-1946). Ze kregen twee zoons en drie dochters, waaronder Xavier Dumont de Chassart, cavaleriemajoor en burgemeester van Villers-Perwin. Ze waren de schoonouders van jhr. Arnold van Wassenhove, burgemeester van Kerkhove, baron Gaston de Trannoy, generaal, Olympisch ruiter, sportbestuurder en gemeenteraadslid van Villers-la-Ville, en ridder Henry de Menten de Horne, cavalerieofficier, Olympisch ruiter en voorzitter van de Koninklijke Belgische Ruitersportfederatie.
Samen met zijn broer Guillaume (1863-1939) en oom Emmanuel (1830-1909) verkreeg hij in 1906 opname in de Belgische erfelijke adel en in 1908 vergunning om de Chassart aan de familienaam toe te voegen.

### Loopbaan
Dumont liep school aan het Collège Saint-Servais in Luik en promoveerde tot doctor in de rechten aan de Katholieke Universiteit Leuven.
Van 1885 tot zijn overlijden in 1921 was hij gemeenteraadslid en burgemeester van Villers-la-Ville. In Villers-Perwin liet hij het kasteel verbouwen tijdens de Eerste Wereldoorlog. Hij was een fervent jager en schilder.
In 1902 werd hij bestuurder en in 1917 voorzitter van de familieonderneming Dumont Frères. Hij was tevens gedelegeerd bestuurder van de steengroeves van Ligny.
In 1912 werd hij verkozen tot katholiek senator voor het arrondissement Nijvel en vervulde dit mandaat tot aan zijn dood.